# Prionotus ruscarius
Prionotus ruscarius és una espècie de peix pertanyent a la família dels tríglids.

## Descripció
- Fa 39,5 cm de llargària màxima (normalment, en fa 30).[4]

## Hàbitat
És un peix marí, demersal i de clima tropical.

## Distribució geogràfica
Es troba al Pacífic oriental: des del Golf de Califòrnia fins a Xile.

## Observacions
És inofensiu per als humans.